# Theodor Reimann
Theodor Reimann (Strečno, 10 de fevereiro de 1921 - Bratislava, 30 de agosto de 1982) foi um futebolista e treinador eslovaco que atuou como goleiro. Internacionalmente, ele jogou para a Eslováquia e a Tchecoslováquia. 

## Carreira
Reimann jogou cinco vezes pela Seleção da Tchecoslováquia e foi convocado para a Copa do Mundo FIFA de 1954. Ele também jogou 14 vezes pela Seleção da Eslováquia entre 1939 e 1943.
Durante a maior parte da carreira, jogou no Slovan Bratislava.

### Como treinador
Ele foi treinador de MŠK Žilina, Lokomotíva Košice, FC Nitra e Jednota Trenčín.